# Sofia Cristiana di Wolfstein
Sofia Cristiana di Wolfstein (Mühlhausen, 24 ottobre 1667 – Castello di Fredensborg, 23 agosto 1737) è stata una nobile tedesca.
Fu una Contessa di Wolfstein ed una Margravia Consorte di Brandeburgo-Kulmbach.

## Biografia
Sofia Cristiana era figlia del Conte Alberto Federico di Wolfstein zu Sulzbürg (1644–1693), e di Sofia Luisa (1645–1717), figlia del conte Wolfgango Giorgio di Castell - Remlingen. Uno degli zii materni di Cristiana era sposato con una zia del Conte Nikolaus Ludwig von Zinzendorf e conseguentemente Sofia Cristiana venne allevata in senso molto religioso, seguendo i dettami del Pietismo.
Sposò il 14 agosto 1687 nel Castello di Obersulzbürg il Margravio Cristiano Enrico di Brandeburgo-Kulmbach. La Corte di Bayreuth, tuttavia, ritenne che tale matrimonio non fosse conforme al rango del Margravio. Dopo la nascita del primo figlio la famiglia si trasferì nel Castello di Schönberg, dove Sofia Cristiana, descritta come donna eccellente, si occupò ad allevare attentamente i suoi figli. La Margravia nella "Casa delle Riunioni di Preghiera" era solita usare inni, che riassunse nel cosiddetto Innario di Schönberg. Con il Trattato di Schönberg Cristiano Enrico cedette, nel 1703, al Re Federico I di Prussia i diritti sul Principato di Brandeburgo Kumbach, ottenendo in cambio il territorio di Weferlingen, vicino a Magdeburgo, nel cui Castello visse in seguito con la sua famiglia.
Dopo la morte del marito, Sofia Cristiana si recò a vivere, dietro invito del suo genero, in Danimarca, determinando così una fuga di pietisti tedeschi. Alla sua morte venne sepolta nella Cattedrale di Roskilde.

## Matrimonio e figli
Dal suo matrimonio con Cristiano Enrico nacquero 14 figli, di cui solo sei raggiunsero l'età adulta:
- Giorgio Federico Carlo (1688-1735);
- Alberto Wolfango (1689-1734);
- Sofia Maddalena (1700-1770), sposò Cristiano VI di Danimarca;
- Federico Ernesto (1703-1762);
- Sofia Carolina (1707-1764), sposò Giorgio Alberto di Ostfriesland;
- Federico Cristiano (1708-1769).